# Play5
Play5 is een Vlaamse commerciële televisiezender. De zender werd gestart onder de naam VIJFtv op 1 oktober 2004. Op 3 september 2012 wijzigde de zender van naam en ging verder als VIJF. Op 28 januari 2021 kreeg de zender de huidige naam Play5. De zender is onderdeel van Telenet, dat ook Play4, Play6, Play7, Play More en Play Sports in handen heeft.
Het best bekeken programma is de voorlaatste aflevering van het negende seizoen van Temptation Island, die werd uitgezonden op woensdag 5 april 2017. Het haalde 502.563 kijkers (uitgesteld: 691.864 kijkers) en een marktaandeel van meer dan 35% bij de vrouwen in de leeftijdscategorie 20-49. Met uitgestelde kijkers erbij haalt het tweede seizoen gemiddeld 631.000 kijkers.

## Ontvangst
Play5 is te ontvangen via alle televisieaanbieders in Vlaanderen en Brussel. Ook via de ether is de zender te ontvangen.
Sinds 1 september 2012 is Play5 ook in een hd-versie beschikbaar bij Belgacom TV. Telenet volgde op 17 september 2012. Bij de overige aanbieders is er enkel standaard definitie.

## Geschiedenis
De zender werd in oktober 2004 opgericht onder de naam VIJFtv als tweede zender van SBS Belgium en later als onderdeel van ProSiebenSat.1 Media. Het was een zusterzender van VT4. De doelgroep van de zender bestond uit vrouwen tussen 20 en 49 jaar. VIJFtv brak door in 2005, toen binnen een jaar een marktaandeel van 5 procent werd opgebouwd. Het eerste dat VIJFtv uitzond was een voetbalwedstrijd, namelijk de UEFA Cup wedstrijd VFL Bochum - Standard. Zo hoopte de zender dat mannen de zender zo snel mogelijk zouden programmeren op het tv-toestel.
In januari 2006 werden de uitzenduren verdubbeld en sindsdien zond VIJFtv 24 uur per dag uit. Sinds 4 januari dat jaar werd ook de succesvolle Amerikaanse soap Mooi en Meedogenloos (originele titel: The Bold and the Beautiful) uitgezonden op VIJFtv. Die liep eerst op Eén en later op VTM. Als gevolg van die verschuiving versterkte VIJFtv de vooravond en zodoende ook het marktaandeel.
VIJFtv had van 2 januari 2006 tot en met 30 november 2006 een kinderuurtje in de ochtend met Ernst, Bobbie en de rest, Cédric, The Koala Brothers en Titeuf.
Tijdens het WK voetbal op het vroegere KANAALTWEE en het ex-VT4, zond VIJFtv 'vrouwvriendelijke' programma's uit. Dat deed ze onder de slogan 'Vrouwen weten waarom'. Op 27 augustus 2007 onderging VIJFtv een metamorfose. Haar look werd aangepast en samen met vijftien nieuwe station idents en drie omroepers (Els Tibau, Sophie Dewaele en Gene Thomas) moest dat de zender definitief op de Vlaamse markt plaatsen. Vele andere BV's kregen een eigen programma op de zender: onder andere Peter Van Asbroeck en Lien Van de Kelder kregen een eigen programma. Felice keerde ook terug met Te nemen of te laten, net als Tante Kaat en Marlène de Wouters. Daarnaast bleef VIJFtv ook enkele buitenlandse topreeksen uitzenden, zoals Grey's Anatomy, Private Practice en Sex and the City. Begin 2009 werd besloten om de omroepers te vervangen door een vaste stem, die de VIJFtv-programma's offscreen aankondigde.
Na de overname van de zender door De Vijver Mediaholding in 2011 werd de zender omgedoopt in VIJF. De nieuwe zender ging op 3 september 2012 van start. Naast de nieuwe naam werd een nieuwe uitstraling gecreëerd waarin verschillende vrouwen centraal stonden. Avonden als 'I love donderdagfilm' en 'waargebeurd op maandag' zijn behouden gebleven in de programmatie. De grootste verandering was de terugkomst van Mooi & Meedogenloos dat enige tijd te zien was op VT4 en een dagelijks nieuw programma Grootse plannen. Eind 2012 had VIJF zo'n 6,4% marktaandeel bij de doelgroep vrouwen (20-49 jaar). In het voorjaar van 2013 pakt VIJF uit met de slogan, ZO Vijf.
Op 28 januari 2021 kreeg de zender met Play5 de huidige naam.

## Programma's
Greep uit het aanbod
- Chateau Meiland
- The Block Australia
- Big Brother
- wtFOCK (met de start van GoPlay, verhuisd naar GoPlay als GoPlay original)
- Panna (clips op GoPlay, afleveringen op Play5 en GoPlay)
- Criminal Minds
- Charmed
- Elementary
- Temptation Island
- Zo Man Zo Vrouw

### Voormalige programma's
- All You Need is Jani
- Alles uit Liefde
- Army Wives
- Astrid
- Astrid in Wonderland
- Be (be)You(tiful)
- Cash or Trash
- Checklist
- De Huisdokter
- Dirty, Sexy Money
- Dr. Phil
- Drop Dead Diva
- Friends
- Grootse Plannen
- Mooi en Meedogenloos
- Oh My God
- Petit Chateau
- Private Practice
- Rizzoli & Isles
- Singl3s, Vlaamse versie van het programma Girlfri3ends
- Storywood (showbizzprogramma met Anke Buckinx)
- Straffe Verhalen: waargebeurd met Bieke Ilegems
- The Vampire Diaries
- Verboden Liefde
- Zo Man Zo Vrouw (Verhuisd naar VIER sinds 2018)

## Gezichten
Enkele van de televisiegezichten van VIJF zijn:
- Jani Kazaltzis
- Annelien Coorevits

Enkele van de vroegere schermgezichten:
- Roel Vanderstukken
- Bieke Ilegems
- Michèle Van Sebroeck
- Karen Damen
- Geert Hunaerts
- Jan Kooijman

## Beeldmerk

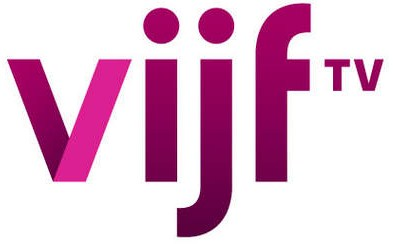
Van 1 oktober 2004 t/m 2 september 2012 (VIJFtv)
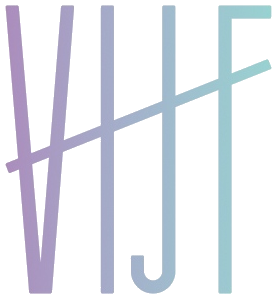
Van 3 september 2012 t/m 29 augustus 2018 (VIJF)
Van 30 augustus 2018 t/m 27 januari 2021 (VIJF)
Sinds 28 januari 2021 (Play5)